# Mozaikszók listája: X
Ezen a lapon az X betűvel kezdődő mozaikszók ábécé rend szerinti listája található. A kis- és nagybetűk nem különböznek a besorolás szempontjából.

## Lista: X
- XHTML – Extensible Hypertext Markup Language
- XML – Extensible Markup Language
- XUL – XML User Interface Language